# Transaction Control Language
Transaction Control Language (TCL) (Мова керування транзакціями) — це сімейство комп'ютерних мов, що використовуються в комп'ютерних програмах або користувачами баз даних  для керування транзакціями.
Тепер найпопулярнішою мовою TCL є SQL, що використовується для отримання і маніпулювання даними в реляційній базі даних. 
TCL у випадку з SQL включає в себе такі команди:
- Begin - служить визначенням початку транзакції;
- Commit - застосовує транзакцію;
- Rollback - відкочує всі зміни, зроблені у контексті поточної транзакції;
- Savepoint - встановлює проміжну точку збереження усередині транзакції.

## Приклад уPostgreSQL
Для прикладу, у нас є таблиця Sells (shop ,sweet ,price) , яка містить інформацію про продажі.
| shop                | sweet        | price |
| ------------------- | ------------ | ----- |
| SolodkaMriya        | Nuts         | 75    |
| SolodkaMriya        | ChervoniyMak | 70    |
| BabusinySolodoshchi | Bounty       | 120   |
| Tsukerki            | Korivka      | 105   |
| Tsukerki            | Nuts         | 155   |

Далі виконаємо наступну транзакцію
```
BEGIN
;

UPDATE

    
Sells
 
SET
 
shop
 
=
 
'newShop'
 
WHERE
 
shop
 
=
'SolodkaMriya'
 
;

UPDATE

    
Sells
 
SET
 
sweet
 
=
 
'newSweet'
 
WHERE
 
shop
 
=
'newShop'
 
;

SELECT
 
*
 
FROM
 
Sells

COMMIT
;

```

Результат виконання транзакції
| shop                | sweet    | price |
| ------------------- | -------- | ----- |
| newShop             | newSweet | 75    |
| newShop             | newSweet | 70    |
| BabusinySolodoshchi | Bounty   | 120   |
| Tsukerki            | Korivka  | 105   |
| Tsukerki            | Nuts     | 155   |

Тепер спробуємо зробити те саме, але додавши при цьому відкат транзакцій(Rollback) та точку збереження (Savepoint)
```
BEGIN
;

UPDATE

    
Sells
 
SET
 
shop
 
=
 
'newShop'
 
WHERE
 
shop
 
=
'SolodkaMriya'
 
;

SAVEPOINT
 
my_savepoint
;
	

UPDATE

    
Sells
 
SET
 
sweet
 
=
 
'newSweet'
 
WHERE
 
shop
 
=
'newShop'
 
;

SELECT
 
*
 
FROM
 
Sells
;

ROLLBACK
 
TO
 
my_savepoint
;

COMMIT
;

```

Після цього давайте виконаємо наступну транзакцію для початкової таблиці. Транзакція відкотилась до точки збереження і в нас змінилась лише назва магазину
| shop                | sweet        | price |
| ------------------- | ------------ | ----- |
| newShop             | Nuts         | 75    |
| newShop             | ChervoniyMak | 70    |
| BabusinySolodoshchi | Bounty       | 120   |
| Tsukerki            | Korivka      | 105   |
| Tsukerki            | Nuts         | 155   |

## Корисні Джерела
- https://www.studytonight.com/dbms/tcl-command.php [Архівовано 28 грудня 2021 у Wayback Machine.]
- https://www.postgresqltutorial.com/postgresql-transaction/ [Архівовано 20 січня 2022 у Wayback Machine.]
- https://www.geeksforgeeks.org/sql-ddl-dml-tcl-dcl/ [Архівовано 28 грудня 2021 у Wayback Machine.]